# (31978) Jeremyphilip
2000 HA14 (asteroide 31978) é um asteroide da cintura principal. Possui uma excentricidade de 0.17921240 e uma inclinação de 2.02147º.
Este asteroide foi descoberto no dia 28 de abril de 2000 por LINEAR em Socorro.